# Fusinus colombiensis
Fusinus colombiensis is een slakkensoort uit de familie van de Fasciolariidae. De wetenschappelijke naam van de soort is voor het eerst geldig gepubliceerd in 1999 door M.A. Snyder & N.C. Snyder.